# Hîrbovățul Nou, Anenii Noi
Hîrbovățul Nou este o localitate din componența orașului Anenii Noi din raionul Anenii Noi, Republica Moldova.

## Demografie

### Structura etnică
Conform recensământului din 2004, populația numără 484 de oameni, dintre care 234 bărbați și 250 femei. Repartizarea naționalităților este următoarea:
| Grup etnic                    | Populație | % Procentaj |
| ----------------------------- | --------- | ----------- |
| Băștinași declarați Moldoveni | 460       | 95,04%      |
| Ucraineni                     | 15        | 3,10%       |
| Ruși                          | 4         | 0,83%       |
| Bulgari                       | 3         | 0,62%       |
| Alții                         | 2         | 0,41%       |
| Total                         | 484       |             |